# Чарльз Глок
Чарльз Глок (англ. Charles Young Glock; 17 жовтня 1919 — 19 жовтня 2018) — американський соціолог, робота якого зосереджена на соціології релігії та дослідженнях в цій галузі.

## Біографія
Отримав ступінь бакалавра в Нью-Йоркському університеті та ступінь магістра права в Бостонському університеті. Після чотирьох років військової служби в армії США Глок здобув ступінь доктора філософії з соціології в Колумбійському університеті. Глок був професором соціології в Каліфорнійському університеті в Берклі, штат Каліфорнія. Його двічі призначали головою кафедри.

Глок помер 19 жовтня 2018 року у віці 99 років у Сандпойнті, штат Айдахо.

### Схема природи релігійності
Глок, мабуть, найбільш відомий завдяки своїй п'ятивимірній схемі природи релігійності, яка включає:
- вірування,
- знання,
- досвід,
- практику (іноді поділену на приватний та публічний ритуал)
- та наслідки релігійності (емоційне та фізичне здоров'я, духовне благополуччя, особисте та сімейне щастя).

Перші чотири виміри виявились широко корисними у дослідженнях, оскільки загалом вони індивідуально відрізняються та прості у вимірі; наслідки, однак, є більш складною змінною, яку важко виділити.